# باشاک کونوتلاری (متروی استانبول)
باشاک کونوتلاری (انگلیسی: Başak Konutları) یکی از ایستگاه‌های خط ام۳ متروی استانبول است.
این ایستگاه که در منطقه باشاک‌شهر قرار دارد در سال ۲۰۱۳ تأسیس شده‌است.